# Xyris nivea
Xyris nivea är en gräsväxtart som beskrevs av Friedrich Welwitsch och Alfred Barton Rendle. Xyris nivea ingår i släktet Xyris och familjen Xyridaceae.
Artens utbredningsområde är Angola. Inga underarter finns listade i Catalogue of Life.